# سامر السعدي
سامر السعدي (توفي 29 سبتمبر 2005) كان شخصية بارزة في كتائب شهداء الأقصى في جنين.
قتل خلال عملية توغل إسرائيلية في جنين في الضفة الغربية مع اثنين من المسلحين الفلسطينيين. (هناك تقارير مختلفة عن أسماء الاثنين الآخرين ولكن معظم الحسابات تصفها بأنه ابن عمه وتسمي أيضا سامر السعدي ونضال أهلوف).
في وقت لاحق من اليوم نفسه أعلن زكريا الزبيدي قائد كتائب الأقصى في جنين أن وقف إطلاق النار الذي وضعته مجموعته منذ ستة أشهر قد وصل إلى نهايته.

## وصلات خارجية
- Al-jazeera report with his photo
- BBC report with photo of funeral